# Alsidium
Alsidium, rod crvenih algi smješten u tribus Alsidieae, dio porodice Rhodomelaceae. Tipična vrsta je morska alga A. corallinum.

## Vrste
1. Alsidium corallinum C.Agardh
2. Alsidium helminthochorton (Schwendimann) Kützing
3. Alsidium oliveiranum S.M.Guimarães & M.T.Fujii
4. Alsidium pacificum E.Y.Dawson
5. Alsidium pusillum E.Y.Dawson
6. Alsidium seaforthii (Turner) J.Agardh
7. Alsidium triquetrum (S.G.Gmelin) Trevisan
8. Alsidium vagum (Zanardini) Zanardini